# Teano (métro de Rome)
Teano est une station de la ligne C du métro de Rome. Elle est située via Teano dans le quartier Prenestino-Labicano de la ville de Rome.
Mise en service en 2015, elle est exploitée par ATAC.

## Situation sur le réseau
Établie en souterrain, la station Teano est située sur la ligne C du métro de Rome, entre la station Malatesta, en direction de la station terminus ouest (provisoire) San Giovanni, et la station Gardenie, en direction de la station terminus est Monte Compatri - Pantano. 

## Histoire

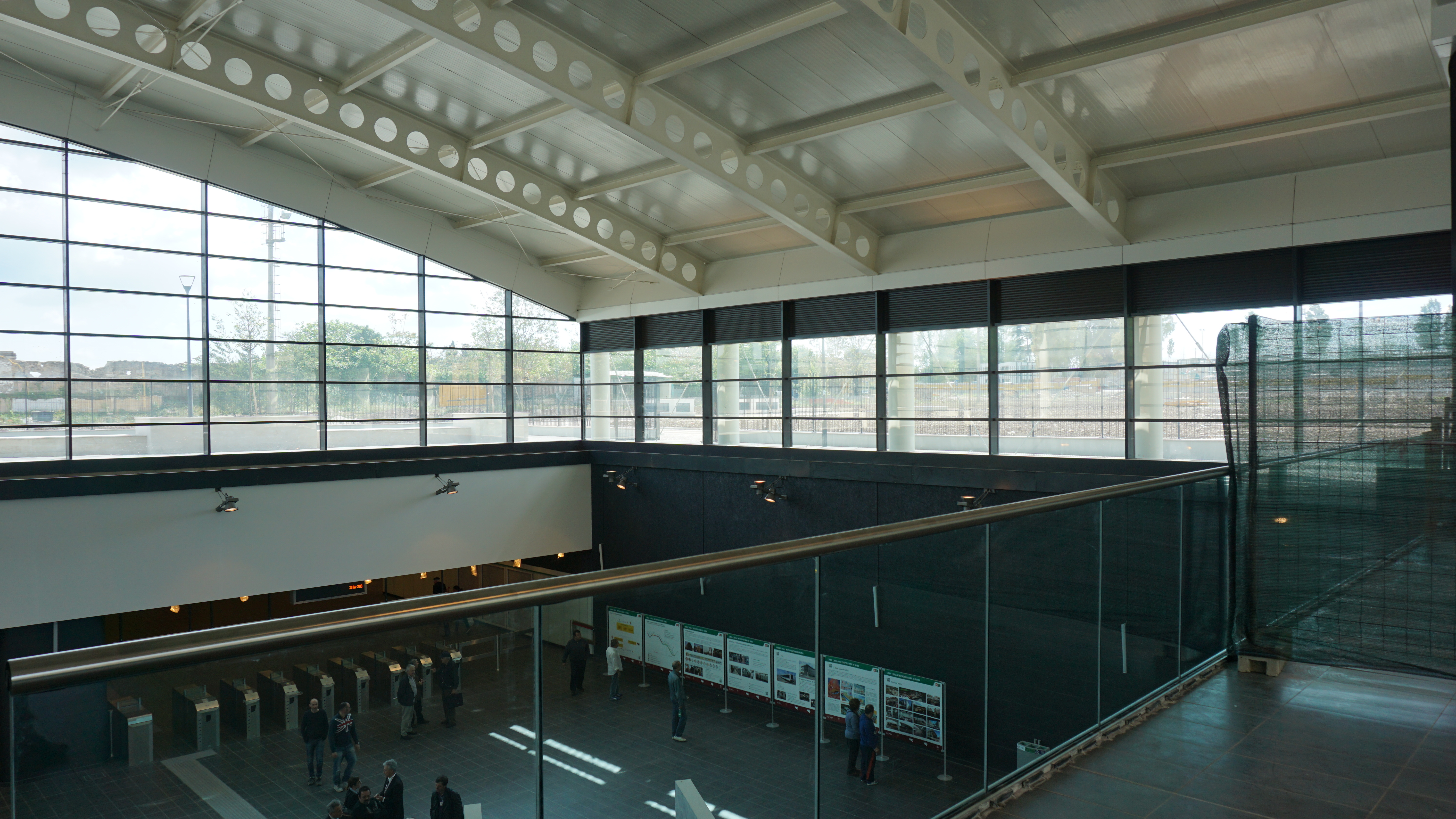
Intérieur de l'artrium.

La station Teano, est l'une des six stations mises en service le 29 juin 2015, lors de l'ouverture à l'exploitation de la section de Parco di Centocelle à Lodi. Elle dispose d'un important « atrium » qui est un espace prévu pour des activités commerciales et culturelles.

## Service des usagers

### Accueil
La station est accessible par l'atrium de la via Teano et des bouches sur les côtés de la via Partenope. Ces accès sont équipés d'escaliers, ou d'escaliers mécaniques ou d'ascenseurs. Elle dispose de plusieurs niveaux souterrains avec notamment des guichets et des automates pour l'achat des titres de transport et des quais équipés de portes palières.

### Desserte
Teano est desservie par les rames automatiques qui circulent tous les jours sur la ligne. Quotidiennement les premiers départs des terminus ont lieu à 5 h 30 et les derniers à 23 h 30.

### Intermodalité
Via Partenope et un peu plus loin via del Gordiani des arrêts de bus urbains de la ATAC sont desservis par les lignes 213, 412 et NMC.
À pied, elle dessert notamment le parc archéologique de la Villa Gordiani, qui renferme les vestiges d'une villa patricienne.